# Selenops simius
Selenops simius är en spindelart som beskrevs av Muma 1953. Selenops simius ingår i släktet Selenops och familjen Selenopidae. Inga underarter finns listade i Catalogue of Life.